# Vandrimare

Vandrimare este o comună în departamentul Eure, Franța. În 1 ianuarie 2022 avea o populație de 966 de locuitori.